# Мілліон Вольде
Мілліон Вольде  (амх. ምልልዖን ዎልደ, 17 березня 1979) — ефіопський легкоатлет, олімпійський чемпіон.
У віці сімнадцяти років Мілліон Вольде взяв участь у Чемпіонаті світу серед юніорів 1996 року в Сіднеї, фінішувавши шостим у бігу на 3000 м з перешкодами. На наступному чемпіонаті світу серед юніорів, в Ансі, Франція, в 1998 році, він виграв забіг на 5000 м. Він також фінішував восьмим на юніорському чемпіонаті світу з кросу в Кейптауні в 1996 році, посів друге місце в Турині в 1997 році і в Марракеші в 1998 році виграв свій останній юніорський чемпіонат на дистанції понад 8 км. На дорозі Вольде представляв Ефіопію на Чемпіонаті світу з шосейної естафети 1998 року в Манаусі, Бразилія. Ефіопія зрештою фінішувала другою після Кенії, після того, як Вольде забезпечив собі невеликий відрив на початковому 5-кілометровому відрізку.

## Виступи на Олімпіадах
| Олімпіада   | Дисципліна         | Місце |
| ----------- | ------------------ | ----- |
| Сідней 2000 | біг на 5000 метрів | 1     |